# Michael Gallagher (polityk)
Michael Gallagher (ur. 1 lipca 1934 w Seaham, zm. 10 czerwca 2015) – brytyjski polityk, działacz związkowy i menedżer, poseł do Parlamentu Europejskiego I kadencji.

## Życiorys
Uczył się w St Mary Magdalene Junior School i St Joseph’s Secondary Modern School, następnie pracował jako górnik w Nottinghamshire. Działał w związku zawodowym National Union of Mineworkers, dochodząc w nim do stanowiska kierownika sekcji. W ramach stypendium związkowego odbył kurs dzienny, a następnie studia na University of Nottingham (1967–1969) i Uniwersytecie Walijskim (1970–1972).
Zaangażował się w działalność polityczną w ramach Partii Pracy. W 1970 został członkiem rady dystryktu Mansfield, a w 1973 hrabstwa Nottinghamshire. W 1979 wybrany posłem do Parlamentu Europejskiego, przystąpił do frakcji socjalistycznej. Na przełomie 1983 i 1984 przeszedł do Partii Socjaldemokratycznej, został członkiem Grupy Koordynacji Technicznej i Obrony Niezależnych Grup i Deputowanych. W wyborach tym samym roku nie uzyskał reelekcji. W kolejnych latach pracował jako menedżer w przedsiębiorstwach z branży informatycznej.